# زیردریایی یو-۵۵۴
زیردریایی یو-۵۵۴ (به انگلیسی: German submarine U-554) یک زیردریایی بود که طول آن ۶۷٫۱ متر (۲۲۰ فوت ۲ اینچ) بود. این زیردریایی در سال ۱۹۴۰ ساخته شد.